# Pompeia Sulla
Pompeia Sulla (ca. 1e eeuw v.Chr.) was de dochter van Quintus Pompeius Rufus minor (zoon van Quintus Pompeius Rufus maior) en Cornelia Sulla (de dochter van de dictator Lucius Cornelius Sulla Felix).
Zij was de tweede vrouw van Gaius Julius Caesar tussen ca. 69 v.Chr. en 63 v.Chr. Hoewel mooi en charmant, schijnt Pompeia een gebrek aan intelligentie gehad te hebben, en haar huwelijk met Caesar schijnt hoofdzakelijk omwille van politieke redenen gesloten te zijn. Caesar, dat jaar tot pontifex maximus (belangrijkste priester) verkozen, hield de ceremonie van Bona Dea bij zijn woonplaats. De riten voor de moeder aarde godin Bona Dea waren uiterst heilig, alleen vrouwen mochten er getuige van zijn. Tijdens de ceremonie was de vluchtige tribunus Publius Clodius Pulcher een bekende herrieschopper, die als vrouw was vermomd, binnengegaan in zijn huis, vermoedelijk om Pompeia te ontmoeten. Hoewel het zou lijken alsof Pompeia zelf vrij was van elk wangedrag, werden haar de beruchte sociale cirkels waarin ze zich begaf aangerekend en zij werd openbaar te schande gemaakt. Kort daarna scheidde Caesar van haar, niets anders zeggend dan de cryptische uitdrukking "Caesars vrouw moet boven alle verdenking verheven zijn."